# Панда Кунг-Фу 3
«Панда Кунг-Фу 3» (англ. Kung Fu Panda 3) — американський повнометражний комп'ютерний анімаційний фільм, прем'єра якого в Україні відбулася 28 січня 2016 року.

## Сюжет
У потойбічному світі, Великий Майстер Угвей був атакований своїм колишнім братом по зброї — Каєм. Він вступає у двобій з ним, але Кай перемагає завдяки тому що за 500 років у потойбіччі відібрав енергію Ци у всіх тутешніх майстрів і став сильнішим. Перетворивши Угвея у нефритовий амулет, він вирішує повернутися в світ смертних, здолати майстрів кунг-фу, що залишилися, для відбору їх енергії Ци. Кай телепортується на поле двох городників, зайця і гусака. Там же він випускає своїх поплічників, живих мерців, зроблених з нефриту переможених майстрів, і наказує їм знайти учнів Угвея. В цей час майстер Шифу повідомляє Воїну Дракона По, що той готовий бути не лише воїном, а й учителем. І дає По можливість провести тренування Несамовитої П'ятірки самому. Однак панда не подужав цей урок і Тигриця, Мавпа, Журавель, Богомол і Гадюка отримують травми та повністю втрачають сили. 
Увечері засмучений По, прогулюючись біля Нефритового Палацу, чує розмову гусей, які йдуть повз, і говорять, що По —  бовдур, вони не вірили, що Угвей правильно обрав Воїна Дракона. Потім після короткої розмови з Шифу він каже, що з нього поганий учитель. Шифу ж відкриває По силу керування Ци на прикладі квітки. В Локшиній Пана Пінга панда виявляє нового претендента на звання короля поїдання пельменів, яким виявляється не хто інший, як його справжній батько Лі Шань. Чи запрошує сина з собою в Секретне село панд.
Несподівано починається битва Несамовитої П'ятірки з живими мерцями Кая, що закінчується майже "внічию". По та його друзі йдуть в Нефритовий Палац, де Шифу відкриває учням історію Кая. Він був братом по зброї Майстра Угвея коли він був генералом величезного війська. Кай, як і Угвей, був готовий встати за друга горою, що б не трапилося. Одного разу під час битви Угвей був поранений. Кай поклав його собі на плечі і дійшов з ним до Села панд. Жителі за допомогою своєї енергії Ци вилікували Угвея. Його товариш зрозумів, що Ци можна як і дати так і відібрати, тому почав відбирати енергію у панд. Угвей був змушений вбити Кая, вигнавши його в Потойбічний Світ. Тепер Кай  повернувся і жадає знищити всю його спадщину.
Через деякий час Кай знаходить Долину Миру. Він перемагає майстрів Нефритового Палацу, забираючи їх Ци, і руйнує сам Палац величезною статуєю Угвея. Шифу при жертвує собою, даючи Тигриці змогу втекти. Вціліла майстриня добирається до Секретної села панд і передає По звістку: Кай йде! 
Вирішальна битва відбувається в тому ж селі. В ході її панди, Тигриця і По долають живих мерців, а По намагається знищити Кая за допомогою пальцевого захвату Вусі. Але йому не вдається, тому що він діє лише на смертних, а Кай - з потойбіччя. Коли битва вже програна, По розуміє, що зможе забрати Кая туди. Він телепортує його в Потойбічний Світ, обхопивши його і використавши захват Вусі на собі. За допомогою панд, його батьків та Тигриці, які навчилися керувати Ци і поділилися нею з По, він відкриває свою справжню сутність — він Воїн Дракона. В результаті панда перемагає ворога віддавши йому всю Ци і він вибухає сплеском енергії. По зустрічає звільненого Угвея. Найбільший майстер всіх часів дарує По одну зі своїх палиць і каже, що не випадково обрав його Воїном Дракона: він пов'язує минуле і майбутнє кунг-фу. По повертається в свій світ і разом з двома батьками, Несамовитою П'ятіркою, звільненими майстрами і родичами прибуває назад в Долину Миру, де всі вони відновлюють завдані Каєм збитки за допомогою енергії Ци.

## В ролях
| Актор            | Роль                                    |
| ---------------- | --------------------------------------- |
| Джек Блек        | Майстер По                              |
| Анджеліна Джолі  | Майстер Тигриця                         |
| Сет Роген        | Майстер Богомол                         |
| Девід Кросс      | Майстер Журавель                        |
| Люсі Лью         | Майстер Гадюка                          |
| Джекі Чан        | Майстер Мавпа                           |
| Дастін Гоффман   | Великий Майстер Шифу                    |
| Рендалл Дук Кім  | Великий Майстер Угвей                   |
| Джеймс Хонг      | Пан Пінг                                |
| Браян Кренстон   | Лі Шань, батько По                      |
| Кейт Хадсон      | Мей Мей (панда), танцівниця зі стрічкою |
| Стіл Гегнон      | Бао                                     |
| Джонатан Сіммонс | Кай                                     |

## Український дубляж
Фільм дубльовано студією «Postmodern» у 2016 році.

### Ролі дублювали:
- По — Юрій Ребрик
- Лі — Артем Вільбік
- Ші-Фу — Юрій Висоцький
- Майстер Тигриця — Катерина Сергеєва
- Кай — Андрій Мостренко
- Майстер Мавпа — Дмитро Гаврилов
- Майстер Богомол — Олег Лепенець
- Майстер Журавель — Володимир Голосняк
- Майстер Гадюка — Ірина Ткаленко
- Мей Мей — Віталіна Біблів
- Пан Пінь — Микола Луценко
- Уґ-Вей — Василь Мазур
- Бао — Дмитро Зленко
- Великий, Майстер Ведмідь — В'ячеслав Дудко
- Лей Лей — Галина Дубок
- Гусак — Дмитро Дір
- Гуска — Аревік Арзуманова
- Бабуся Панда — Олена Бліннікова

Перекладач: Олекса Негребецький
Режисерка дубляжу: Ольга Фокіна
Звукорежисер: Геннадій Алексеєв
Менеджерка проекту: Ірина Туловська

## Створення
Наприкінці травня 2011 року сценаристи Джонатан Айбел і Гленн Бергер розповіли про можливе повернення Жана-Клода Ван Дамма в «Панду Кунг-Фу 3», а також про можливу участь у ній Чака Норріса і Стівена Сігала. Прем'єра «Панди Кунг-Фу 3» запланована на 17 березня 2016 року в Україні та 18 березня 2016 року в США.
Джеффрі Катценберг, генеральний директор DreamWorks Animation, оголосив у 2010 році, що франшиза «Панди Кунг-Фу» матиме 6 фільмів у разі успіху третього фільму. Створення «Панди Кунг-Фу 3» було офіційно підтверджено в липні 2012 року Біллом Дамашком, головним креативним директором DWA.
Фільм буде зроблений в Китаї, як спільний проект DreamWorks Animation і Oriental DreamWorks в Шанхаї, заснованої в 2012 році для партнерства між DreamWorks Animation і китайськими компаніями. Третина фільму буде створена у Китаї, а решта — на DWA. Це перший раз, коли повнометражний американський анімаційний фільм буде створений спільно з китайською студією. Творці фільму тісно співпрацюють з китайськими цензорами для забезпечення прийнятності фільму в державі. Фільм зі статусом «спільного виробництва» в Китаї дозволить компаніям-виробникам обійти жорсткі квоти імпорту країни і прийняти більш високий відсоток касових зборів.
«Панда Кунг-Фу 3» був запланований до виходу на 18 березня 2016. Фільм режисера Дженніфер Ю Нельсон, продюсер Мелісса Кобб, сценарій Джонатана Айбела і Гленна Бергера з Гільєрмо дель Торо як виконавчим продюсером. Дель Торо заявив в інтерв'ю, що антагоніст буде «найгрізнішим лиходієм». 9 квітня 2013, було оголошено, що дата виходу фільму відкотилася з 18 березня 2016 на 23 грудня 2015 року. Було також оголошено, що Брайан Кренстон, Мадс Міккельсен і Ребел Вілсон приєднаються до акторського складу фільму.
Частковий опис сюжету фільму було опубліковано у червневому випуску 2013 року журналу License! Global: «Продовжуючи свої легендарні і ульотні пригоди, По повинен зіткнутися з двома надзвичайно епічними, але дуже різними погрозами: однією надприродною та іншою, трохи ближче до дому». Виробництво «Панди Кунг-Фу 3» розпочалось у серпні 2013 року.
У жовтні 2013 року знімальна група фільму провела тиждень в Шанхаї разом з їх партнерами по виробництву на Oriental DreamWorks. Перебуваючи там, вони розглянули кілька елементів китайської культури, з якими їх ознайомила команда ODW, щоб допомогти їм включити деякі традиції і прийоми кунг-фу у фільм. Вони включають чайну церемонію, пахощі, прийоми з високими ударами ногами в кунг-фу, а також весільні церемонії династій Тан, Сун і Цін.
У травні 2014 генеральний директор DreamWorks Animation Джеффрі Катценберг виступив перед пресою коротко про фільм. Говорячи про значення гарного гумору у фільмах його компанії, він заявив, що «Панда Кунг-Фу 3» буде більш комедійним. Він за своєю атмосферою буде ближче до першого фільму, ніж до другого. У другій частині франшизи описувалося минуле По з безліччю похмурих елементів.
Наприкінці серпня 2014 року в мережу потрапив знімок стенда з концепт-артами з «Панди Кунг-Фу 3». На одному з них зображений дракон — ймовірна надприродна загроза, на іншому — похмура фігура загадкового злого майстра кунг-фу.
11 грудня 2014 стало відомо про повернення до початкової дати випуску — 18 березня 2016. Це пов'язано з великими ризиками конкуренції з новим епізодом «Зоряних воєн», прем'єра якого відбудеться в грудні 2015 року.
Згідно з даними сайту movieinsider.com, станом на 16 лютого 2015 завершена основна частина зйомки фільму. Проводиться робота над звуковими ефектами, музикою та візуалізацією (спецефектами).
У квітні 2015 дата прем'єри фільму знову була перенесена з 18 березня 2016 на 29 січня 2016 року.
11 червня 2015 в офіційному твіттері DreamWorks Animation було анонсовано, що тизер-трейлер фільму вийде 18 червня 2015.